# Base aérienne de Prylouky
La base aérienne de Prylouky  (ukrainien : Авіабаза Прилуки) est une base située près de la ville de Prylouky, dans l'oblast de Tchernihiv, en Ukraine.

## Histoire
En 1946 le 184e régiment d'aviation de la garde (184 GvTBAP) arrive à Prylouky. En avril 1987 des Tu-160 sont stationnées sur la base ; les derniers retournerons en Russie en février 2000.
En 2012 la base est démantelée mais un monument au Tu-16 est gardé.

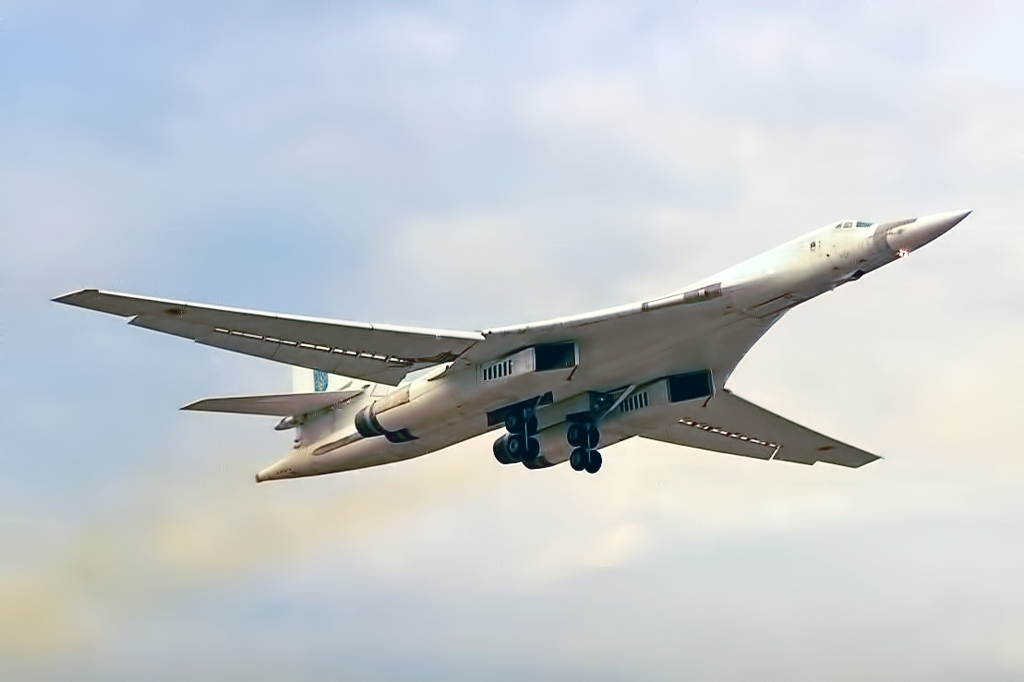
Un Tu-160,
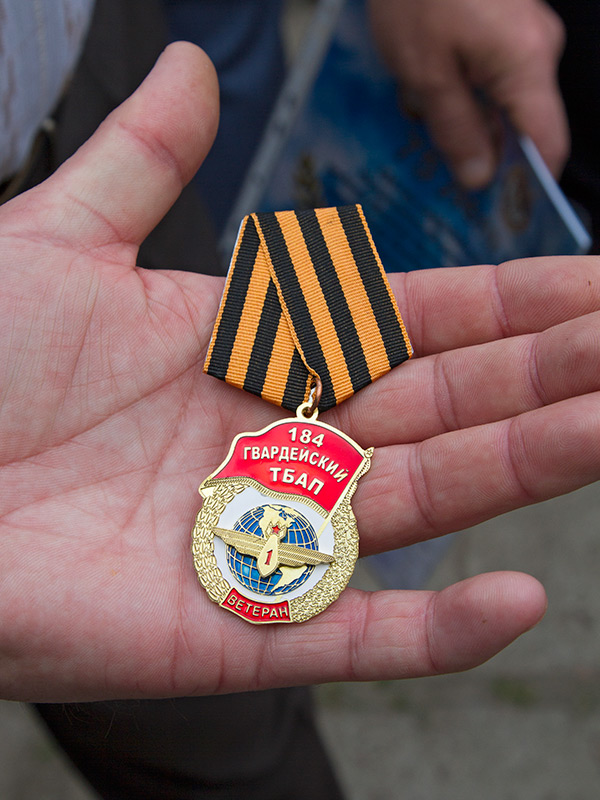
vétéran du 184e de la garde.